# 米歇尔巴赫
米歇尔巴赫是德国莱茵兰-普法尔茨州的一个市镇。总面积4.42平方公里，总人口545人，其中男性259人，女性286人（2011年12月31日），人口密度123人/平方公里。